# 仲延仕
仲延仕（1871年—1905年），山東省甯陽縣人，清朝政治人物、同進士出身。
光緒三十年，會試第23名；殿試登進士三甲第96名，分發為广西知縣。光绪三十一年（1905年），曾为济宁《续修仲氏族谱》撰写序言。未及前往广西上任，猝然去世。